# روچ علیا
روچ علیا یا بالاروچ، روستایی از توابع بخش رودبارالموت شهرستان قزوین در استان قزوین ایران است.

## جمعیت
این روستا در دهستان الموت پایین قرار دارد و براساس سرشماری مرکز آمار ایران در سال ۱۳۸۵، جمعیت آن ۱۱۸ نفر (۵۷خانوار) بوده‌است.

## مردم
سکنهٔ الموت به گویش الموتی  که گویشی از زبان تاتی است  صحبت می‌کنند.
تات‌ها ساکنین روستای روچ علیا هستند که به زبان تاتی سخن می‌گویند.

## دربارۀ روستا
این روستا آبشارها و چشمه‌های متعددی دارد و غرب و شرق این روستا به دو دره عمیق متصل می‌شود. عمق این دره‌ها آنقدر است که رودخانه انتهای دره همچون نخی مارپیچ دیده می‌شود؛ که بعد از این دره‌ها از طرف شرق به روستای ورک و از غرب به روستای پایین روچ می‌رسیم. این سه روستا موازی با هم در سه دامنه قرینه یک کوه قرار گرفته‌اند و شباهت زیادی با هم دارند اما هیچ‌کدام به اندازه بالاروچ از آب فراوان برخوردار نیستند. بالاروچ از شمال با شیب نسبتاً تندی به رودخانه شاهرود می‌رسد و در کنار رودخانه به روستاهای خوبان و زوارک و نسا و سیلیکان می‌رسیم. از سمت جنوب به قلل البرز و در پشت آنها به منطقه طالقان منتهی می‌شود. فاصله تقریبی بالا روچ از قزوین ۱۳۰ کیلومتر است. مرقد امازادگان ایوب و ذکریا هم در این روستا قرار دارد. ضمناً قسمتی از داستان تاریخی عزیز و نگار هم در بالاروچ اتفاق افتاده که کل احمد بالاروچی هم یکی از شخصیتهای این داستان عاشقانه منطقه الموت و طالقان است. بالاروچ روستاییست تقریباً ییلاقی چون زمستانهای سختی دارد. در تابستان جمعیت این روستا به بالای ۱۰۰ خانوار می‌رسد اما در زمستان حدود ۲ خانواده در آن ساکن هستند و همین امر باعث تداخل فرهنگ شهرنشینی در این روستا شده و بافت روستایی و طبیعی این روستا در حال تخریب است.